# 올렉산드르 보로뵤우
올렉산드르 세르히요비치 보로뵤우(우크라이나어: Олекса́ндр Сергі́йович Воробйо́в, 1984년 10월 5일~)는 우크라이나의 전직 체조 선수로 주 종목은 링이다. 2008년 하계 올림픽에서 남자 링 종목 동메달을 획득했으며 세계 선수권 대회에서 동메달 1개를 획득했고 유럽 선수권 대회에서 금메달 1개, 동메달 1개를 획득했다.